# 중국 그랑프리

중국 그랑프리(중국어: 中国大奖赛, Chinese Grand Prix)는 중화인민공화국에서 열리는 포뮬러 원 대회이다. 현재는 상하이 인터내셔널 서킷에서 열리고 있다.

## 역대 우승자
- 2004년 - 루벤스 바리첼로
- 2005년 - 페르난도 알론소
- 2006년 - 미하엘 슈마허
- 2007년 - 키미 래이쾨넨
- 2008년 - 루이스 해밀턴
- 2009년 - 제바스티안 페텔
- 2010년 - 젠슨 버튼
- 2011년 - 루이스 해밀턴
- 2012년 - 니코 로스베르크